# Convento di San Francesco di Paola
Il convento di San Francesco di Paola sorge nel rione Fusandola della città di Salerno.

## La storia
Secondo la leggenda il convento fu eretto da Giovanni Cadurio di Roccabernarda per volontà di san Francesco di Paola che nel 1484 fece visita a Salerno e in un piccolo tempio al di fuori delle mura della città si inginocchiò e disse ai suoi accompagnatori che lì doveva sorgere un convento del suo ordine. La sua costruzione fu terminata ad opera dei Padri Minimi nel 1516 in un terreno concesso dal principe Sanseverino e dal Senato della città fuori porta Catena. Il convento, dalla struttura imponente, con chiostri e giardini fu costruito in un luogo isolato, vicino al mare. Nel convento i padri minimi si occupavano per lo più di assistenza agli infermi e crearono anche una farmacia che riforniva il vicino ospedale. Nel 1531 venne ampliato. Tra il 1703 ed il 1707 si effettuano lavori di ampliamento con la realizzazione del dormitorio nuovo e a dirigere i lavori è l'ingegnere padre Gaetano di Gesù e Maria dell'Ordine dei carmelitani scalzi. Nel 1774 il monsignor Sanchez De Luna, arcivescovo di Salerno, dona cento ducati ai padri minimi per gli accomodi necessari alla struttura del convento. In questa fase dei lavori fu creata anche una spezieria. Nel 1779 divenne dimora dell'arcivescovo Spinelli che costrinse il monastero a ridurre i religiosi a 8 persone che divennero 6 nel 1806. Con decreto napoleonico fu soppresso nel 1807 e fu consegnato al Real corpo del genio per ospedale militare. Ex sede della caserma Vicinanza oggi è in via di restauro ed al termine ospiterà alcuni uffici della questura e della procura.

## La struttura
L'edificio ha pianta quadrangolare ed è caratterizzato da livelli sfalsati, in quanto costruito su un pendio. Il chiostro è caratterizzato da 5 arcate a tutto sesto che definiscono le varie facciate. All'interno si ritrovano stucchi decorativi a ricamo nella cappella settecentesca.